# Neottia wardii
Neottia wardii är en orkidéart som först beskrevs av Robert Allen Rolfe, och fick sitt nu gällande namn av Dariusz Lucjan Szlachetko. Neottia wardii ingår i släktet näströtter, och familjen orkidéer. Inga underarter finns listade i Catalogue of Life.